# Земнухов, Николай Степанович
Никола́й Степа́нович Земнухо́в (1 августа 1933, Кувака, Средневолжский край — 26 июня 2006, там же) — советский хозяйственный деятель, Герой Социалистического Труда.

## Биография
Родился в 1933 году в селе Кувака, по другим данным — в посёлке Лермонтово. Член КПСС.
С 1947 года — на хозяйственной, общественной и политической работе. В 1947—1993 гг. — штурвальный в Каменской машинно-тракторной станции, учётчик-заправщик в колхозе имени Чапаева Каменского района Пензенской области, тракторист, звеньевой Кувакского отделения совхоза «Каменский» Каменского района Пензенской области.
Указом Президиума Верховного Совета СССР от 7 декабря 1973 года присвоено звание Героя Социалистического Труда с вручением ордена Ленина и золотой медали «Серп и Молот».
Избирался депутатом Верховного Совета РСФСР 9-го созыва. Делегат XXIV съезда КПСС.
Умер в селе Кувака в 2006 году.